# Старо село (област Ловеч)
Вижте пояснителната страница за други значения на Старо село.
Старо село е село в Северна България. То се намира в община Троян, област Ловеч.

## География
Село Старо село се намира в полите на Стара планина.

## История
По данъчна регистратура на Никополския вилает, с. Старо село съществува от 1527 година. То е било в местността Селището, откъдето идва името му. През 1729 година било опожарено от турците. Тогава част от хората се преселват в Старосел, Пловдивско, а друга част остават тук. По-късно, след 50-60 години било опожарено за втори път. Хората напускат това място и се заселват на днешното Старо село. Първи кмет тогава е бил Краю Тодоров Грошев. От 1950 година до 1991 година селото носи името на Тотка Съева – партизанка, която е убита в местността Трифонова усойна и се казва с. Съево. От 1991 година връща старото си име Старо село.

## Население
Численост и дял на етническите групи според преброяването на населението през 2011 г.:
|                     | Численост | Дял (в %) |
| Общо                | 235       | 100,00    |
| Българи             | 214       | 91,06     |
| Турци               | 0         | 0,00      |
| Цигани              | 12        | 5,10      |
| Други               | 0         | 0,00      |
| Не се самоопределят | 0         | 0,00      |
| Неотговорили        | 6         | 2,55      |

## Културни и природни забележителности
- Църква „Свети Иван Рилски“

Църквата е добре поддържана и се посещава на празници, като Рождество Христово, Възкресение Христово, Успение на свети Иван Рилски, преп. Иван Рилски Чудотворец и други.
- Момски камък

Момски камък е скала с пещера, за която има легенда. Тя гласи, че някога младите играели хора там. Веднъж, докато играели, се спуснал змей и отнесъл най-хубавата мома. Оттогава мястото се казва Момски камък.
- Паметник на партизаните и ятаците от селото;

## Редовни събития
На 18 август всяка година се прави общоселско тържество – курбан в чест на храмовия празник и празник на селото Свети Иван Рилски. Със средства от спонсори се приготвя вкусна вечеря – курбан, заря, свири оркестър, и с кръшни хора и ръченици се празнува до късни зори.
Всяка година през последната събота на месец август се провежда традиционният събор на селото. Отбелязва се с оркестър и хора!

## Личности

### Партизани
- Дочо Съев Дочев – Велко командир на ІІІ чета от отряда Хр. Кърпачев, роден на 02.08.1919 г., убит на 12.03.1944 г. в местността Трифонова усойна;
- Тотка Пенчева Съева – Росица, родена на 20 януари 1924 г., убита на 02.03.1944 г. в местността Трифонова усойна;
- Петър Краев Грошев – Славко, роден на 29.06.1924 г., убит на 30.11.1943 г. в местността Урсел.

### Ятаци
- Стоян Иванов Трифонов – Мотето, роден на 28 януари 1926 г., убит на 12.11.1943 г. в местността Мешелика;
- Стойко П. Стойков – Бабача, роден на 26.03.1915 г., убит на 11.11.1943 г. в местността Мешелика.

## Други

### Мандра в с. Старо село
Фирма „Кондов Екопродукция“ ЕООД е основана през 1991 г. от Огнян Кондов. Тя е частно дружество с предмет на дейност производство на традиционни млечни продукти, като българско овче саламурено сирене, козе сирене в саламура, кашкавал от овче мляко „Балкан“, както и сирене от козе мляко по холандска технология и др. Фирмата е първата в България, получила лиценз за производство и износ на млечни продукти в Европейския съюз през 1998 г., където продава повече от 60 % от произведената продукция. Друг голям пазар за продуктите на „Кондов Екопродукция“ са САЩ, където продажбите се увеличават ежегодно. Фирмата изнася сирене и кашкавал за страните от Близкия изток.